# Sent Pardós de la Vavetz
Sent Pardos los Cars (en francès Saint-Pardoux-les-Cards) és una comuna (municipi) de França, a la regió de la Nova Aquitània, departament de la Cruesa, al districte d'Aubusson i cantó de Chénérailles.
La seva població al cens de 1999 era de 298 habitants. Està integrada a la Communauté de communes de Chénérailles.

## Demografia
| 1968 | 1975 | 1982 | 1990 | 1999 |
| ---- | ---- | ---- | ---- | ---- |
| 488  | 449  | 403  | 352  | 298  |

## Administració
| Període   | Identitat     | Partit |
| --------- | ------------- | ------ |
| 1994-2008 | Robert Glomot |        |
| 2008-     | Aimé Sauvanet |        |